# Natters
Natters é um município da Áustria, situado no distrito de Innsbruck-Land, no estado do Tirol. Tem 7,33 km² de área e sua população em 2019 foi estimada em 2.069 habitantes.